# Selasphorus ardens
O beija-flor-ardente ou colibri-de-garganta-ardente (Selasphorus ardens) é uma espécie de ave da família Trochilidae (beija-flores).
Apenas pode ser encontrada no Panamá.
Os seus habitats naturais são: matagal tropical ou subtropical de alta altitude.
Está ameaçada por perda de habitat.